# 安順市
安順市（あんじゅん-し）は中華人民共和国貴州省に位置する地級市。

## 地理
貴州省の中部に位置し、畢節市、貴陽市、黔南プイ族ミャオ族自治州、黔西南プイ族ミャオ族自治州、六盤水市に接する。

## 歴史
戦国時代は夜郎国の勢力圏に置かれていた。秦朝による中国統一が達成されると象郡の管轄となり、漢代には夜郎君長に印綬を与え間接統治を実施したが、成帝の時代になると漢朝に反抗したため、夜郎国は滅亡した。
三国時代になると盧鹿部豪族の済火によりこの地の騒乱平定に功績があったとされ羅甸王に封じられ、普里部の統治権を与えられている。中唐になると普里部の君長は普寧郡王に封じられている。宋代になると紹慶府の下の22羈縻州の一つである普寧州と改称された。1257年（憲宗7年）、普里部は元朝に帰順、曲靖宣慰司の管轄とされた。
1372年（洪武5年）、明朝は適爾を普定土知府に任命、その世襲を認めている。1381年（洪武14年）、この地の元朝勢力を駆逐した明朝は阿達卜に築城、安順州を設置、1383年（洪武16年）には普定府を、1385年（洪武18年）には普定県を廃止し、安順州に統合、1602年（万暦30年）には安順府に改編され、黔中地区の政治、経済の中心地として発展していった。
清代になると、1660年（順治17年）に雲貴総督が設置、1663年（康熙元年）になると雲貴総督は廃止され雲南省、貴州省が設置され、平西王であった呉三桂の管轄となり、貴州総督は安順府に設置された。1666年（康熙5年）、貴州総督は雲貴総督に改編、貴陽に移ったが、翌年貴州提督が安順府に設置され清末まで沿襲された。
中華民国が成立すると1914年（民国3年）、安順府は安順県と改称されている。中華人民共和国成立後の1958年、安順県の城区に県級市の安順市が設置されたが、同年末に安順市は廃止となり安順県に統合されている。1966年、県級市の安順市が再び設置、1990年に安順県が安順市に統合され、更に2000年6月23日、安順地区が地級市の安順市に改編される際に、旧安順市は西秀区とされている。

## 行政
2市轄区・1県・3自治県を管轄下に置く。
- 市轄区：西秀区・平壩区
- 県：普定県
- 自治県：鎮寧プイ族ミャオ族自治県・紫雲ミャオ族プイ族自治県・関嶺プイ族ミャオ族自治県

| 安順市の地図                                                                                             |
| --- |
| 西秀区 平壩区 普定県 鎮寧プイ族 · ミャオ族自治県 関嶺プイ族 · ミャオ族自治県 紫雲ミャオ族 · プイ族自治県 |

### 年表
この節の出典

#### 安順地区
- 1949年10月1日 - 中華人民共和国貴州省安順専区が成立。安順県・平壩県・鎮寧県・普定県・紫雲県・郎岱県が発足。(6県)
- 1956年4月13日 - 紫雲県・鎮寧県が黔南プイ族ミャオ族自治州に編入。(4県)
- 1956年4月18日 (12県)
  - 貴定専区貴定県・貴筑県・清鎮県・竜里県・修文県・甕安県・開陽県・息烽県、都勻専区福泉県を編入。
  - 郎岱県が興義専区に編入。
- 1956年7月18日 - 興義専区興義県・興仁県・盤県・普安県・晴隆県・関嶺県・郎岱県を編入。(19県)
- 1957年11月29日 (18県)
  - 貴筑県の一部が黔南プイ族ミャオ族自治州長順県に編入。
  - 貴筑県の残部・修文県の一部が貴陽市郊区に編入。
- 1958年5月29日 - 安順県の一部が分立し、安順市が発足。(1市18県)
- 1958年12月29日 (1市9県)
  - 黔南プイ族ミャオ族自治州安竜県・鎮寧県を編入。
  - 清鎮県・修文県・開陽県が貴陽市に編入。
  - 甕安県・貴定県が黔南プイ族ミャオ族自治州に編入。
  - 息烽県が遵義専区に編入。
  - 竜里県が黔南プイ族ミャオ族自治州貴定県に編入。
  - 福泉県が黔南プイ族ミャオ族自治州甕安県に編入。
  - 安順県が安順市に編入。
  - 黔南プイ族ミャオ族自治州貞豊県が興仁県に編入。
  - 晴隆県が普安県に編入。
  - 黔南プイ族ミャオ族自治州冊亨県が安竜県に編入。
  - 関嶺県が鎮寧県に編入。
- 1960年5月26日 - 郎岱県が市制施行し、六枝市となる。(2市8県)
- 1961年8月16日 (2市12県)
  - 鎮寧県の一部が分立し、関嶺県が発足。
  - 普安県の一部が分立し、晴隆県が発足。
  - 興仁県の一部が分立し、貞豊県が発足。
  - 安竜県の一部が分立し、冊亨県が発足。
- 1962年10月20日 (14県)
  - 安順市が県制施行し、安順県となる。
  - 六枝市が県制施行し、六枝県となる。
- 1963年4月27日 - 貞豊県・冊亨県・安竜県が黔南プイ族ミャオ族自治州に編入。(11県)
- 1963年5月20日 - 鎮寧県が自治県に移行し、鎮寧プイ族ミャオ族自治県となる。(10県1自治県)
- 1963年10月23日 - 貴陽市清鎮県・修文県を編入。(12県1自治県)
- 1965年7月15日 - 遵義専区息烽県・開陽県を編入。(14県1自治県)
- 1965年7月28日 (10県1自治県)
  - 興義県・興仁県・盤県・普安県・晴隆県が興義専区に編入。
  - 黔南プイ族ミャオ族自治州紫雲県を編入。
- 1965年11月13日 - 紫雲県が自治県に移行し、紫雲ミャオ族プイ族自治県となる。(9県2自治県)
- 1965年11月29日 - 六枝県の一部が分立し、地級行政区の六枝鉱区となる。(9県2自治県)
- 1966年2月22日 (1特区9県2自治県)
  - 開陽県の一部が分立し、貴陽市開陽特区となる。
  - 六枝県の一部が分立し、郎岱県が発足。
  - 六枝県の残部および普定県・鎮寧プイ族ミャオ族自治県の各一部が六枝鉱区と合併し、六枝特区が発足。
- 1966年3月9日 - 安順県の一部が分立し、安順市が発足。(1特区1市9県2自治県)
- 1968年3月14日 - 貴陽市開陽特区が開陽県に編入。(1特区1市9県2自治県)
- 1970年8月8日 - 安順専区が安順地区に改称。(1特区1市9県2自治県)
- 1970年12月2日 (1市8県2自治県)
  - 六枝特区が六盤水地区に編入。
  - 郎岱県が六盤水地区六枝特区に編入。
- 1981年3月27日 - 関嶺県が自治県に移行し、関嶺プイ族ミャオ族自治県となる。(1市7県3自治県)
- 1990年2月3日 - 安順市・安順県が合併し、安順市が発足。(1市6県3自治県)
- 1992年11月6日 - 清鎮県が市制施行し、清鎮市となる。(2市5県3自治県)
- 1995年7月21日 (1市2県3自治県)
  - 修文県・息烽県・開陽県が貴陽市に編入。
  - 清鎮市が省直轄県級行政区となる。
- 2000年6月23日 - 安順地区が地級市の安順市に昇格。

#### 安順市
- 2000年6月23日 - 安順地区が地級市の安順市に昇格。(1区2県3自治県)
  - 安順市が区制施行し、西秀区となる。
- 2014年12月13日 - 平壩県が区制施行し、平壩区となる。(2区1県3自治県)

## 交通

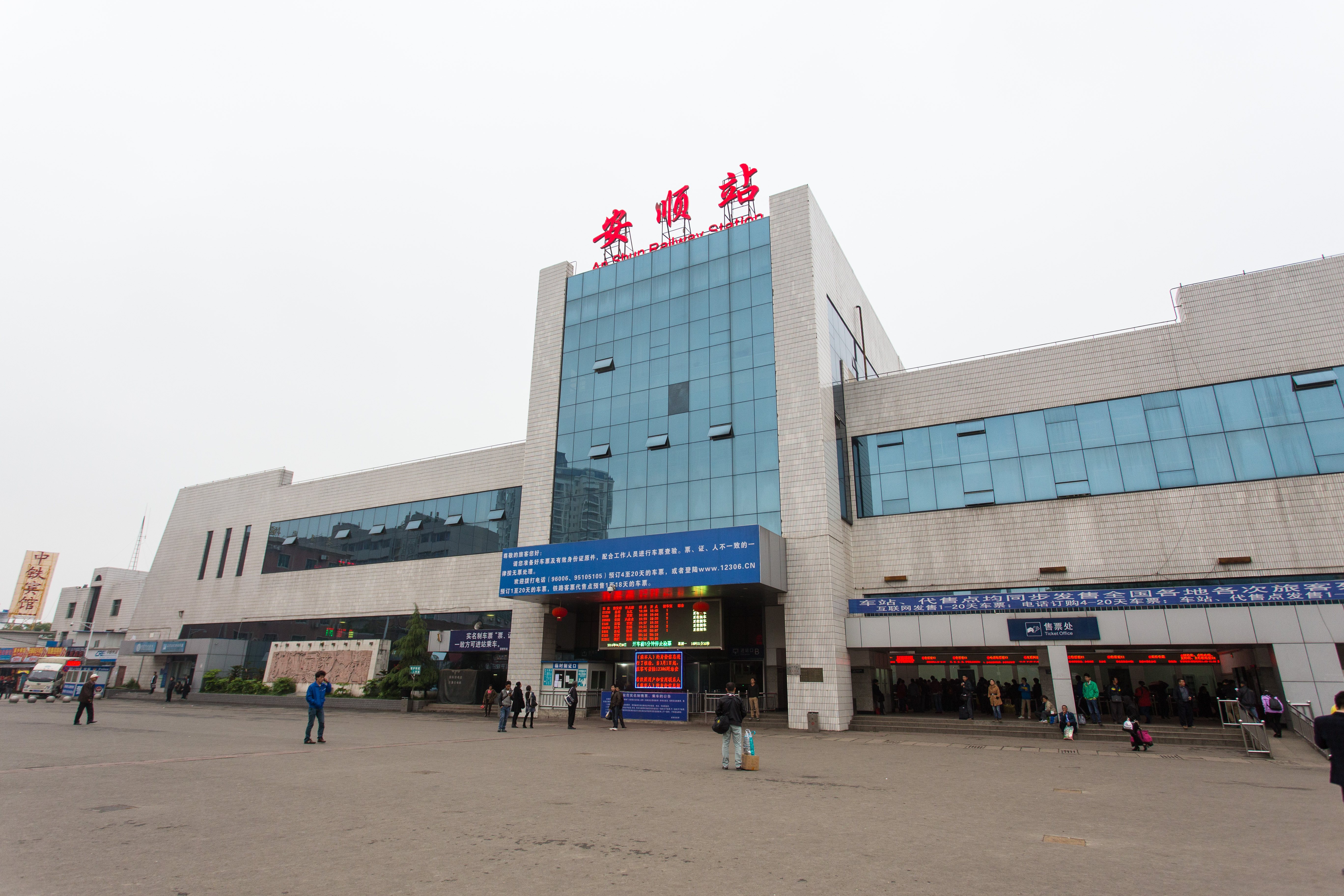
滬昆線安順駅

### 航空
- 安順黄果樹空港（中国語版）

### 鉄道
- 中国国家鉄路集団
  - 滬昆旅客専用線
  - 安六高速線（中国語版）
  - 滬昆線
  - 隆黄線

### 道路
- 高速道路
  - 滬昆高速道路
  - 都香高速道路
  - S50 恵興高速道路
  - S55 遵望高速道路
  - S86 普安高速道路
  - S89 花安高速道路
- 国道
  - G320国道